# Chocholná-Velčice
Chocholná-Velčice (in tedesco Kocholna-Weltschitz, in ungherese Tarajosvelcsőc) è un comune della Slovacchia facente parte del distretto di Trenčín, nella regione omonima.
Il comune è sorto nel 1960 in seguito all'unione delle preesistenti municipalità di Chocholná e Velčice. Chocholná è citata per la prima volta nel 1396. Appartenne a varie famiglie nobili locali: Zamaróci, i Velcsőci e i Rakolubszky. Velčice compare, per la prima volta, nei documenti medievali, nel 1345 come feudi della locale famiglia dei conti Velcsőci / Velčický. Successivamente passò agli Szlamkó e agli Ambró.